# Vixen (personaggio)
Vixen è un personaggio dei fumetti creato da Gerry Conway e Bob Oksner.  Appare per la prima volta in Action Comics n. 521 (luglio 1981), pubblicato dalla DC Comics.  Vixen è una supereroina in possesso del Totem Tantu, che le permette di imbrigliare lo spirito (ashe) degli animali. Può evocare i poteri e le abilità di qualsiasi animale passato o presente.
Due versioni del personaggio appaiono nell'Arrowverse del canale via cavo The CW.  Il personaggio del fumetto originale Mari McCabe debuttò nella serie animata Vixen, sulla CW Seed, doppiato da Megalyn Echikunwoke, che ha anche riprende il suo ruolo da un episodio della serie live-action da cui deriva, Arrow. Legends of Tomorrow presenta una Vixen appartenente all'epoca della seconda guerra mondiale, Amaya Jiwe, identificata come la nonna di Mari, interpretata da Maisie Richardson-Sellers.

## Storia delle pubblicazioni
Vixen era destinata a diventare il primo supereroe africano femminile ad apparire nelle serie DC, ma il primo numero della sua serie fu cancellato durante la "DC Implosion" del 1978, per non essere poi mai pubblicato.  La storia fu successivamente stampata in Cancelled Comic Cavalcade.
Dal suo debutto in Action Comics, è apparsa principalmente nelle serie dedicate alle squadre, particolarmente in varie incarnazioni della Justice League e della Suicide Squad.
Nell'ottobre 2008, G. Willow Wilson le dedicò una miniserie di cinque numeri, Vixen: Return of the Lion.

## Biografia del personaggio
Nell'antico Ghana, il guerriero Tantu chiese ad Anansi il Ragno di creare un totem che avrebbe conferito a chi lo indossava tutti i poteri del regno animale, ma solo se avessero usato questo potere per proteggere gli innocenti. Tantu usò il totem per diventare il primo eroe leggendario dell'Africa. Il totem fu successivamente tramandato ai discendenti di Tantu fino a raggiungere i McCabes.
Cresciuta in un piccolo villaggio nella nazione immaginaria di Zambesi, nella provincia di M'Changa, Mari Jiwe McCabe apprese della leggenda del "Totem Tantu" da sua madre. Qualche tempo dopo, la madre di Mari fu uccisa dai bracconieri e lei fu cresciuta da suo padre, il reverendo Richard Jiwe, il prete del villaggio. Lo stesso reverendo Jiwe fu ucciso dal suo fratellastro (lo zio di Mari), il generale Maksai, che voleva il Totem Tantu in possesso di Jiwe.
Successivamente Mari si trasferì in America, dove si stabilì come "Mari McCabe" e trovò lavoro come modella a New York. Usò quindi le sue nuove ricchezze per viaggiare per il mondo. Durante un viaggio in Africa, incontrò suo zio e recuperò il Totem Tantu, usandone il potere per diventare l'eroina in costume Vixen.

### Combattere il crimine
Vixen apparì solo due volte da solista: una volta combattendo i bracconieri in India e una seconda combattendo contro il tecno-psico-criminale Ammiraglio Cerebrus. Rimase un'eroina in disparte fino a quando la Justice League of America non fu riorganizzata da Aquaman. Fece domanda per l'adesione alla Lega a tempo pieno e questa venne accettata. Durante il suo periodo con la JLA, il totem le fu sottratto dal generale Maksai, che ancora anelava al suo potere, ma dato che il totem concede tutto il suo potere solo a coloro che intendono usarlo per proteggere gli innocenti questo portò Maksai a trasformarsi in una bestia infuriata. Maksai morì in battaglia contro Vixen. Quando la squadra affrontò l'androide omicida Amazo, Vixen e alcuni dei suoi compagni di squadra furono sconfitt e abbandonati, incoscienti, legati e imbavagliati in una buca murata. Vixen salvò la sua vita e quella dei compagni usando i suoi poteri per liberarsi e scavare una via verso la libertà. Vixen continuò a collaborare con quella particolare incarnazione della JLA fino alla morte di Steel e Vibe, quando la squadra fu sciolta da Martian Manhunter.
Dopodiché, Vixen collaborò anche con Animal Man recandosi nella sua casa di periferia con sapendo di una forza misteriosa e micidiale che stava influenzando i poteri di quest'ultimo e gli impediva di accedere correttamente ai suoi poteri.

### Suicide Squad
Articolo principale: Suicide Squad
Vixen tornò al lavoro di modella, ma una sessione fotografica presso i Caraibi si fece violenta quando alcuni suoi colleghi furono uccisi da dei mercanti di droga. Mari si appellò al governo, che consegnò la questione in mano alla Squadra Suicida. Vixen partecipò sotto copertura per catturare il boss della droga Cujo, di cui conosceva l'aspetto grazie ad un filmato registrato per il servizio fotografico. Assieme a Captain Boomerang e Black Orchid riuscì a smantellare l'operazione, ma non prima di  perdere il controllo e uccidere il boss. Disgustata da ciò che era diventata, acconsentì a lavorare con la Squadra fino a quando non avesse imparato a frenare i suoi istinti animali. Lavorò con la Squadra per qualche tempo, assistendo nuovamente alla morte di più compagni e amici. Si separò dalla squadra per un anno, durante il quale tornò a fare la modella e lanciò anche una linea di abbigliamento di successo; ma il fallimento della sua storia d'amore con Ben Turner (Bronze Tiger) le fece declinare l'offerta di riunirsi alla squadra. Resasi conto però che Turner aveva bisogno di supporto mentale ritornò con riluttanza. Alla fine, percependo di non avere un futuro con Tiger, dato che questi non avrebbe mai ammesso di aver bisogno di aiuto, lasciò definitivamente la squadra.

### Altre avventure
Dopo il suo periodo di massimo splendore con la Squadra Suicida, Mari ha continuò a portare avanti un lavoro sotto copertura rimanendo coinvolta in almeno una missione per Checkmate (l'organizzazione-sorella della Squadra Suicida). Ad un certo punto aiutò anche Oracle e le Rapaci. Andò sotto copertura per indagare su uno strano culto del "supereroe", il cui capo stava usando il controllo mentale atto ad effettuare il lavaggio del cervello. La Cacciatrice cercò di aiutarla e rimase quasi uccisa, ma Vixen riacquistò i sensi canalizzando la testardaggine di un mulo per respingere il controllo mentale del leader. Lei e Cacciatrice salvarono poi gli altri eroi sottoposti al lavaggio del cervello.
Vixen potrebbe aver avuto problemi a controllare il suo lato animale durante l'uso del totem, come dimostrato durante un'operazione al fianco di Flash atta a fermare Gorilla Grodd. Ha anche prestato servizio in una missione della Justice League Task Force, accorrendo all'aiuto di Wonder Woman durante una battaglia con Circe e ha aiutato i suoi ex-compagni della JLA a proteggere Lex Luthor. Successivamente si unì all'International Ultramarine Corp. Mentre faceva parte del Corpo, Mari fu sottoposta al lavaggio del cervello da Gorilla Grodd che mandò lei e altri eroi a combattere la JLA. Successivamente Vixen e gli altri furono liberati.

### Infinite Crisis
Articolo principale: Crisi infinita
Dopo l'omicidio di Sue Dibny nella miniserie Crisi d'Identità, Vixen si è riunì ai suoi colleghi della Justice League. Era presente quando l'originale Firestorm morì durante una battaglia con il Ladro d'Ombra. Vixen ha adotta una nuova uniforme in Infinite Crisis # 7, simile a quella indossata dalla sua controparte televisiva in Justice League Unlimited.

### Un anno dopo
Articolo principale: Un anno dopo
Vixen fu ingannata durante una battaglia ad Hub City da Solomon Grundy, in realtà intelligente (poiché questa rinascita lo aveva dotato di maggiore intelligenza). Il totem era essenziale per i piani di Grundy, che intendeva usarlo come catalizzatore per fondere perpetuamente la sua anima reincarnata con il corpo dell'androide Amazo, ottenendo così poteri maggiori. Grundy usò il totem per aumentare le abilità mimetiche metaumane di Amazo. Privata del totem, Vixen scoprì che il suo innato legame con il "Rosso", l'"essenza" della vita animale, stava andando a pezzi. Riuscì a "bloccare" il totem, ma la sua mente si perse in uno stormo di uccelli migratori. Dopo aver imitato le abilità di un ragazzino, Vixen riuscì a riacquistare la mente e rapidamente volò a New York per recuperare il suo totem e piombò letteralmente nella battaglia della JLA contro Amazo. Dopo che i cattivi furono sconfitti, Vixen divenne un membro fondatore della appena rinnovata Justice League of America.

### Justice League of America
La storie principali di Vixen nei primi numeri di Justice League of America Vol. 2 sono incentrate su un cambiamento nei suoi poteri: adesso non attinge più dalle caratteristiche degli animali, ma dai poteri di coloro che le stanno intorno. Scoprì che prendendo i poteri dai suoi compagni di squadra finiva col prosciugarglieli. Superman fu il primo a notare la cosa e successivamente lo rivelò a Freccia Rossa.
Vixen cercò il suo ex-compagno della Squadra Suicida Bronze Tiger per discutere della sua situazione e, successivamente ammise tutto alla Lega. Il presidente Black Canary le ordinò di consegnare le sue credenziali e la rimosse dalla squadra.  In seguito, Dinah discusse con Mari la possibilità di stabilizzare le proprietà del totem con l'aiuto di Zatanna.
Quando Zatanna tentò di individuare la fonte del problema, vide un'immagine mistica di Vixen e Animal Man raffigurati come pupazzi e quando cercò di rompere l'incantesimo fu respinta da una forza sconosciuta. Successivamente Vixen tentò di sconfiggere un Amazo appena ricostruito assorbendo tutti i suoi poteri rubati, ma fu colta da un'improvvisa debolezza e cadde in stato di incoscienza, mentre Amazo la derideva.
Dopo che Zatanna e Red Tornado risolsero la questione, Vixen andò a cercare Animal Man, che era stato colpito da simili fluttuazioni nei propri poteri e non era più in grado di attingere ai poteri degli animali trasmessigli dalla Terra. Lì furono entrambi risucchiati nel Totem Tantu, dove, come nella visione di Zatanna, rimasero intrappolati nella rete di Anansi. Anansi, il Dio Ingannatore del folklore africano, rivelò che il suo potere è quello di essere il Re delle Storie e che aveva cambiato le storie personali e la fonte del potere di Buddy e Mari per metterli alla prova.
Nel tentativo d tenerli rinchiusi, Anansi ripristinò la loro connessione con il Rosso, ma modificò le loro storie personali per impedir loro di fondare la JLA. Tuttavia, Vixen fuggì e cercò i nuovi membri della Lega per combattere Anansi al loro fianco. Nonostante gli alleati che era riuscita a radunare, non era ancora in grado di eguagliare il potere di Anansi. Vixen volse quindi una pistola contro il suo totem, sapendo che se il totem fosse stato distrutto, tutti avrebbero fatto la stessa fine. Questo costrinse Anansi a riportare le cose alla normalità. Anansi le rivelò quindi che l'intera faccenda era stata in realtà una prova e le spiegò che la realtà era stata cambiata su un piano fondamentale e aveva bisogno di qualcuno che agisse da agente contro un individuo che poteva approfittare della situazione.  Ripristinati i poteri di Mari, riportò lei e la JLA alle loro case, dicendo che un giorno l'avrebbe nuovamente convocata.

### Return of the Lion
Vixen: Return of the Lion è una miniserie che approfondisce il primo ritorno di Vixen al suo villaggio natale.  In questa serie, Vixen scopre che un signore della guerra locale di nome Aku Kwesi e i suoi uomini hanno occupato diversi villaggi dello Zambesi. Si scopre quindi che questi è lo stesso uomo che uccise la madre di Vixen anni prima.  Quando Vixen lo affronta, scopre che è in possesso di poteri capaci di rivaleggiare, e forse superare, i suoi.  Questi poteri erano basati su tecnologie avanzate e sostanze chimiche che gli erano state date dal tenente dell'Intergang Whisper A'Daire. Il resto della Justice League of America si reca in Africa per prestare assistenza, ma i vari membri venigono colpiti dalla pozione degli zombie Vodun appositamente preparata da Kwesi. Questo permette ad A'daire di prendere il controllo di Superman e Black Canary e di metterli contro il resto della Lega.

### Crisi finale
Durante l'evento crossover di Crisi Finale, Vixen partecipò al funerale di Martian Manhunter e fu presente più tardi nella Sala della Giustizia quando Empress, Sparx e Más y Menos vennero in cerca di aiuto dopo essere stati attaccati da Mirror Master e Arthur Light.  In seguito partecipò ad una numerosa battaglia contro le forze di Darkseid dopo che questi aveva quasi conquistato la Terra con l'Equazione dell'Anti-Vita.

### Dopo Crisi Finale
Al termine della Crisi Finale la JLA era a brandelli, con molti dei suoi membri costretti ad andarsene. Mari e gli altri membri della squadra si sono arruolati nell'aiuto di Hardware dopo che Kimiyo Hoshi è scomparsa nella sua ricerca di Shadow Thief e Starbreaker. Con l'aiuto dell'amico Icon di Superman, la squadra è emersa vittoriosa nella battaglia con Starbreaker, con Mari che spera molto per il futuro della squadra.
Poco dopo, Vixen si ruppe una gamba in una battaglia tra l'JLA e il pericoloso cattivo Prometeo con la mazza di Hawkman. Mentre lei e il resto della squadra cercavano di riprendersi, furono attaccati da Despero, che cercò di distruggere la Lega indebolita.  Alla fine il JLA sconfisse Despero, solo per essere informato da Zatanna degli orribili eventi della Notte Nera che avevano effetto in tutto il mondo. Dopo che le Lanterne Nere attaccarono,   Vixen disse a Kimiyo che stava prendendo un periodo di assenza dalla squadra per riprendersi dalle sue ferite.
Secondo lo scrittore James Robinson, inizialmente Vixen aveva intenzione di avere un'uscita significativamente differente dalla squadra.  Secondo lui, il numero 41 della Justice League of America avrebbe dovuto riportare Mari in Africa per aiutare a difendere il continente sulla scia dell'omicidio di Freedom Beast in Cry for Justice, stabilendo infine una squadra di supereroi africani noti come la Justice League of Africa.
Nonostante non lavorasse più con la Lega, Vixen era uno degli eroi che cercava Maxwell Lord all'inizio della Justice League: Generation Lost, ed era presumibilmente cancellato dalla mente da lui insieme alla maggior parte della popolazione della Terra.  Lei e Black Canary si recarono in seguito a San Francisco per aiutare Zatanna a catturare un gruppo di umani che erano stati trasformati in Were-Hyenas.
Qualche tempo dopo le sue dimissioni dal JLA, Vixen si è recato nel quartiere degradato di Liberty Hill per reclutare Tattooed Man per una nuova squadra di eroi che sta mettendo insieme.  Tuttavia, Vixen scoprì che un gruppo di gang bangers che in precedenza aveva lavorato sotto Tattooed Man aveva preso il controllo della comunità e fatto una fortuna per se stessi attraverso il crimine.  Credendo erroneamente che Tattooed Man fosse responsabile per gli atti di violenza commessi dai suoi ex teppisti, Vixen annullò la sua offerta e lo attaccò. Dopo una brutale lotta, Vixen si arrese volontariamente e accettò di andarsene e lasciò che Tattooed Man si prendesse cura del suo vicinato a modo suo.

### The New 52
In The New 52 (un reboot del 2011 dell'universo DC Comics), Vixen è stato reclutato come parte della nuova Justice League International. Il suo incarico con la squadra si rivelò breve, poiché fu ferita in un'esplosione e rese in coma. Il suo vecchio amico David Zavimbe si unì alla squadra in suo onore come Batwing.
Dopo lo scioglimento del JLI, Vixen è stata vista come una delle nuove reclute di Cyborg per il principale roster della Justice League.

### DC Rebirth
Vixen viene reclutato da Batman per unirsi alla sua nuova Justice League of America.

## Poteri e abilità
Vixen possiede l'innata capacità di stabilire un contatto diretto con il campo morfogenetico della Terra, che a volte è conosciuto come il "Rosso".  Questo contatto con il "Rosso" le permette di attingere alle abilità di qualsiasi animale che abbia mai vissuto sul pianeta.  Concentrandosi semplicemente su un animale specifico, può trarre il suo talento direttamente dal campo morfogenetico e imitare le sue abilità, offrendosi così una varietà di poteri sovrumani.
La connessione di Vixen al "Rosso" è così profonda che può usare le abilità di più animali, una volta aggrappati ai tratti morfogenetici di un'intera foresta. Le sue abilità le hanno permesso di incanalare i poteri degli animali estinti (come la tigre dai denti a sciabola e il triceratopo), gli animali domestici (come il Doberman Pinscher) e persino le bestie mistiche (come i draghi). I suoi poteri le permettono persino di distorcere alcune abilità animali, come quando usava la bio-luminescenza di un pesce da ascia marina e un pescatore per produrre luce dalla sua mano e creare un raggio laser simile alla sua testa. Recentemente, Vixen ha usato le abilità rigenerative dei platelminti per ricostruire tutto il suo corpo dopo che è stata uccisa durante un'esplosione.
Vixen indossa un artefatto mistico chiamato Tantu Totem, un talismano a forma di testa di volpe donato ai suoi antenati dal dio d'argento Ankinsi.  In precedenza si pensava che il totem fosse la fonte dei suoi poteri, ma le storie successive hanno dimostrato che impedisce semplicemente al campo morfogenetico di travolgere la sua mente.  Un tempo si pensava che il totem aumentasse il suo raggio di azione per imitare gli animali, visto che le era stato visto assumere i tratti degli animali di tutto il mondo.  Tuttavia, questo limite è stato rimosso dal Nuovo 52. La piena capacità del totem è sconosciuta, ma Vixen una volta ha usato la magia del totem per curare ferite e lividi in pochi secondi semplicemente toccandolo. Il totem è, finora, assente dalla sua uniforme e lei è stata vista assumere i tratti degli animali che non erano nelle sue vicinanze.
Gli artigli / unghie di Vixen sono particolarmente affilati e resistenti, permettendole di strappare con facilità una varietà di sostanze, come tessuto, legno, blocchi di cemento e persino metalli teneri.  I suoi artigli sono magicamente potenziati e hanno estratto il sangue da individui considerati altamente resistenti ai danni o quasi invulnerabili come Geo-Force, Despero e Superman pre-crisi.
Occasionalmente, è stata conosciuta per trasformarsi fisicamente in animali - per esempio, si è trasformata in un lupo grigio, un grande gufo cornuto e un puma. Vixen può anche assumere una forma ibrida, in cui mantiene una forma umanoide ma con alcuni adattamenti animali, come quando ha assunto le branchie, le pinne e gli occhi mancanti di una caverna cieca in JSA Classified e in seguito modificata in un lupo umanoide (che conserva la cecità del pesce delle caverne).
Mentre l'intera portata del controllo di Vixen sul campo morfogenetico è sconosciuta, a volte ha tratto energia pura da essa e ha mostrato questa energia come un campo di forza e artigli di energia. Mentre collaborava con Animal Man e la donna conosciuta come "Tristess", aiutò a creare un intero universo.
Vixen ha anche la capacità di comunicare con gli animali e può scavalcare l'istinto naturale di predatore / preda che si trova nella maggior parte degli animali selvatici. Un apparente svantaggio dei poteri di Vixen è che non è sempre in grado di controllare gli input dal campo morfogenetico.  A volte, ha assorbito un comportamento animale indesiderato, come la rabbia istintiva o la frenesia omicida.  Più a lungo rimane in contatto con il campo morfogenetico, meno umano e più animale sembra diventare.
Non si sa cosa succederebbe se Vixen provasse a usare le sue abilità magiche su un animale alieno, o se avesse accesso al campo morfogenetico di un altro pianeta.  Mentre assiste Hawkgirl durante una missione su un pianeta lontano, è stata in grado di accedere alle sue abilità.  Durante il periodo in cui Vixen imitava le abilità umane, era in grado di imitare le abilità extraterrestri di Superman.  Questo potrebbe indicare che è in grado di imitare le abilità degli alieni finché ne è a conoscenza.  [ citazione necessaria ]
Dopo aver perso il totem, Vixen è costretta a sfruttare il modello umano come un modo per purificarsi dalle sensazioni puramente animalistiche e riguadagnare la sua umanità.  Successivamente, Vixen è brevemente lasciato dal dio Anansi con una connessione paralizzata con il campo morfogenetico, incapace di raggiungere qualsiasi animale tranne l'animale umano.  In questo stato mostra la capacità di imitare i poteri metahuman, come la velocità di Jay Garrick, i poteri terrestri di Geo-Force e il controllo elementale dei Black Lightning, così come i superpoteri kryptoniani di Superman, un extraterrestre. Le sue abilità non si limitano solo a quella dei metahum, poiché è stata in grado di duplicare le abilità di tiro con l'arco di Red Arrow e persino l'anello di Green Lantern in un problema di Justice League of America, suggerendo che lei abbia acquisito poteri simili a quelli di Amazo.
È stato rivelato che questo è in realtà un inganno da parte di Anansi.  Dopo averlo affrontato nel Totem Tantu, Vixen impara la verità sui suoi poteri: Anansi ha reso il Totem Tantu la sua attuale dimora per ragioni sconosciute.  La famiglia di Vixen è custode e custode del totem, che hanno tramandato di generazione in generazione.  Mentre Mari non ha bisogno di indossare il totem per usare i suoi poteri, è tenuta a tenerla al sicuro per Anansi.  Anansi ripristina i poteri animali originali di Vixen, quindi, dopo aver testato le sue abilità come eroe, afferma che lei è il suo "campione".

## Altre versioni

### Flashpoint
Nella timeline alternativa dell'evento Flashpoint, Vixen è membro di Wonder Woman's Furies e una delle ex amanti dell'industriale Oliver Queen. Vixen e Oliver hanno una figlia che tenta di assassinare suo padre, ma viene uccisa dalla sua squadra di sicurezza.

### Earth-23
Una versione alternativa di Vixen è mostrata come parte della Justice League of Earth-23,  un mondo in cui i supereroi neri tengono il sopravvento nella comunità dei supereroi.

### Justice League Beyond
Vixen appare in un flashback in un numero di Justice League Beyond, che è ambientato nel DCAU.  Viene rivelato che la notte in cui John ha programmato di proporle, Mari è stata uccisa dopo essere stata trafitta dallo stomaco da Shadow Thief. Per rappresaglia, John uccide poi Shadow Thief, causando l'espulsione di John dal Corpo delle Lanterne Verdi e il suo matrimonio con Hawkgirl.

### Injustice 2
Nell'universo Injustice, Vixen lavora con Ra's Al Ghul, è vista prendersi cura delle specie in via di estinzione accanto a Animal Men.

### DC Bombshells
Nella serie DC Bombshells, ambientata nella seconda guerra mondiale, è lesbica e aiuta i Bombshells con il suo amante, Hawkgirl, che è un genio tecnologico e un archeologo.

## Altri media

### Televisione

#### Arrowverse
- Nel gennaio 2015, The CW ha annunciato che una storia di origine animata della serie web incentrata su Vixen avrebbe debuttato su CW Seed nell'autunno 2015. È ambientata nello stesso universo di fratelli Arrow e The Flash della serie CW. La serie è ambientata principalmente a Detroit, nel Michigan, con alcuni crossover con gli altri show di Arrowverse;  e se il successo potrebbe portare ad un adattamento live-action. Mari McCabe / Vixen è doppiato da Megalyn Echikunwoke.
  - Nel 2016, Echikunwoke ha ripreso il ruolo di Mari McCabe / Vixen nell'episodio della serie Arrow (serie televisiva) " Prese ". Viene rivelato che Mari è diventata una vigilante esperta con una vasta conoscenza del misticismo.  Nell'episodio, Mari aiuta Oliver a combattere Damien Darhk, che ha rapito il figlio biologico estraniato di Oliver, William.  Echikunwoke ha detto che c'è il potenziale per lei di avere una serie di spin-off dal vivo.
  - Mari McCabe / Vixen è apparsa anche nella seconda stagione della serie animata di Arrowverse Freedom Fighters: The Ray on CW Seed.
- Amaya Jiwe appare come una serie regolare nella seconda e terza stagione di Legends of Tomorrow, interpretata da Maisie Richardson-Sellers.  Amaya, conosciuta come Vixen nel campo, è stata reclutata dalla Justice Society of America per combattere le forze dell'Asse insieme al leader Rex Tyler / Hourman, Commander Steel, Obsidian, Stargirl e Doctor Mid-Nite.  Ad un certo punto, Amaya entra in una relazione con Rex e quando viene ucciso, si unisce alle Leggende per trovare il suo assassino. Amaya viene confermata come la nonna di Mari McCabe quando Ray Palmer, che aveva precedentemente lavorato con Mari, mette in guardia Nate Heywood sul cambiamento del destino di Mari coinvolgendosi con Amaya.  Nonostante abbia sconfitto l'assassino di Rex e acquisito la conoscenza del suo tragico destino, Amaya decide di non alterare il tempo e rimane con le Leggende per il momento, mentre persegue anche la sua relazione con Nate.  La terza stagione rende ulteriori collegamenti tra Amaya e la serie web con le introduzioni della nuova leggenda, Zari Tomaz e l'antagonista secondario, Kuasa.  Zari, un vigilante del 2042, forma un legame con Amaya a causa del possesso del totem aereo del Zambesi.  Kuasa, che è la sorella biologica di Mari, nemica e alleata inquieta, è stata ripresa dal principale antagonista della stagione Mallus sin dalla sua morte nella serie web Vixen, di nuovo in possesso del totem dell'acqua.  Ray, ricordando la sua precedente battaglia con il cattivo violento, conferma ad Amaya che Kuasa è davvero sua nipote.  Amaya scopre che la sua controparte futura ha cancellato i suoi ricordi come le Leggende per preservare il destino di Mari, e si rende conto che sebbene Mari sia diventata un supereroe, la vita di Kuasa è stata irreparabilmente danneggiata.  Amaya, con l'aiuto della sua futura figlia Esi, salva il suo villaggio dalla distruzione nel 1992. La nuova timeline riflette questi cambiamenti, con Mari e Kuasa che condividono il Totem Anansi.  Alla fine della stagione, Amaya decide che è tempo di tornare nel suo villaggio nel 1942 con la sua conoscenza di ciò che ha imparato come una leggenda rimane nei suoi ricordi.

#### Animato
- Vixen ha fatto numerose apparizioni su Justice League Unlimited, doppiato da Gina Torres.  I poteri di Vixen non hanno alcuna origine esplicita;  ha semplicemente bisogno di toccare il totem sulla sua collana per attivarli.  Apparentemente è in grado di volare e può usare abilità animali senza alcuna vicinanza alla creatura reale, e ad un certo punto lo fa mentre si trova su un altro pianeta.  Viene comunemente mostrata imitando un elefante per aumentare la sua massa di diverse tonnellate o per colpire avversari molto più duri.  Mentre il suo aspetto non cambia, un'immagine fantasma dell'animale che sta imitando viene proiettata dal totem sulla sua collana e appare temporaneamente davanti a lei.  Inoltre, è dimostrato che i suoi artigli sono particolarmente affilati in quanto è in grado di aggrapparsi a un muro e di tagliare facilmente il cemento e il metallo con essi.  Vixen è apparso per la prima volta nell'episodio "Wake the Dead".  La sua prima scena è stata in passerella, e in seguito è stata rivelata la fidanzata di Green Lantern (che lo ha ripetutamente ripetuto per tutta la serie come "Boo"), alla gelosia del suo ex amante Shayera Hol, che ancora ospitava forti e forse ricompensati sentimenti per lui.  Quando lei e John affrontano Solomon Grundy, usa la forza di un elefante per abbattere temporaneamente Grundy, ma non è in grado di fermare l'assalto di Grundy.  John e Vixen non sono in grado di fermare Grundy, ma lei si dimostra quando riesce a salvare John mentre lo respinge.  Vixen è stato successivamente descritto in "Hunter's Moon", dove lei, insieme a Vigilante, ha fatto i conti con le azioni di Shayera Hol nell'invasione della Terra dei Thanagarian.  Nonostante il reciproco affetto per Stewart, hanno anche instaurato una sorta di amicizia (più simile a una rivalità amichevole).  In "Grudge Match", lei e Shayera hanno collaborato con Black Canary e Huntress in una forzata (e infruttuosa) battaglia contro la centrale elettrica Wonder Woman.  Alla fine della serie, John Stewart e Vixen erano ancora una coppia, con John che affermava che non sarebbe stato il pedone del destino, anche se in futuro aveva incontrato suo figlio con Shayera.  Tuttavia, la durata della loro relazione è messa in discussione dai commenti post-show dei creatori e dall'esistenza di un possibile futuro figlio, Warhawk, tra Shayera Hol e John Stewart.  Nelle sue apparenze, Vixen è visto usando la forza di un elefante, la velocità di un ghepardo, la rigenerazione di una lucertola, la visione a colori di una salamandra, il muro che striscia di un ragno, il calcio di un asino, la costrizione di un anaconda e lo shock elettrico di un'anguilla elettrica.

- Vixen appare nell'episodio Batman: The Brave and the Bold "Gorilla in Our Midst!", Doppiato da Cree Summer. Questa incarnazione di Vixen indossa un abito simile al suo moderno costume JLA, ma con lunghi stivali neri e guanti. Batman richiede il suo aiuto quando Gorilla Grodd sostituisce la popolazione umana con i gorilla. Sembra avere una relazione con B'wana Beast. Aiuta B'wana Beast a fermare una rapina alla gioielleria di Killer Moth, usando il calcio di un canguro per farlo fuori. In seguito si confronta con B'wana Beast per parlare della loro relazione, ma è interrotta dall'invasione di Gotham da parte di Gorilla Grodd. Usa l'abilità di un falco per volare per affrontare l'assalto aereo di Grodd, ma è compensata da uno dei missili di Monsieur Mallah. Viene salvata dal serpente / piccione di B'wana Beast e presto sfugge a prendere l'incarico di un rinoceronte per arare attraverso le scimmie. Vixen viene presto fermato da Gorilla Boss e messo fuori combattimento dal guanto elettrico di Gorilla Grodd. Il suo totem Tantu viene portato via dai gorilla e lei e B'wana Beast sono rinchiuse nello zoo di Gotham, dove B'wana Beast le dice che dovrebbe lasciare un supereroe "D-list" e un ragazzo come lui e trovare qualcuno migliore. A loro si uniscono presto Batman e Detective Chimp, quest'ultimo che inizia a colpirla prima di essere combinato con un'ape dai poteri di B'wana Beast per aiutarli a fuggire, aiutando anche a riguadagnare il suo totem.Usa l'agilità e la velocità di un ghepardo per combattere Gorilla Boss, che la cattura, ma lo colpisce quando è distratto da B'wana Beast e dal suo ibrido coccodrillo / struzzo con l'elettricità di un'anguilla elettrica. Più tardi sconfigge Gorilla Boss con la forza di una formica. Alla fine, Gorilla Grodd e il suo esercito sono sconfitti, e Batman e Detective Chimp se ne vanno, permettendo a Vixen e B'wana Beast di parlare della loro relazione. B'wana Beast le dice che sa che non è l'uomo perfetto, ma lo interrompe con una proposta di matrimonio, che accetta volentieri. In "The Siege of Starro!", Vixen è uno dei tanti eroi presi sotto il controllo di Starroe B'wana Beast cerca disperatamente di salvarla. Dopo essere stata liberata dal controllo del parassita di Starro, nota l'assenza di B'wana. Dopo che B'wana si sacrifica per sconfiggere Starro, viene vista in lutto per il suo funerale.

- In Teen Titans Go! (serie animata) episodio "You're Fired!", Vixen è uno degli eroi degli animali alimentati a testare in sostituzione di Beast Boy.

- Vixen appare in Justice League Action, doppiato da Jasika Nicole.

- Vixen ha fatto un'apparizione nelle webserie DC Superhero Girls, doppiato da Kimberly Brooks. In questa versione, Mari lavora come volontaria nello zoo Metropolis.

#### Film
- Una versione alternativa di Vixen di nome Vamp appare come membro del Crime Syndicate of America in Justice League: Crisis on Two Earths. A differenza della sua controparte, Vamp in realtà si trasforma in diversi tipi di animali piuttosto che solo assumendo i loro tratti. [79] Fu vista come un leone, un serpente e un orso. I suoi poteri sono in qualche modo simili ai poteri di Beast Boy, dove è marrone in tutte le sue forme e ha delle sporgenze dorate provenienti dalle sue sopracciglia. Un fatto degno di nota sulle abilità di cambiamento di forma di Vamp è che assume la forma di un leone maschio (con la criniera di uno). Fu sconfitta da Wonder Woman, che le ruppe la schiena sul ginocchio in forma di orso.

- In Batman e Harley Quinn, una delle cameriere del ristorante che Harley Quinn ha lavorato per un po' 'fa un cameo, indossando una versione esotica del costume di Vixen.

#### Videogiochi
- Vixen appare in DC Universe Online.

- Vixen appare come personaggio giocabile nella versione portatile di Lego Batman 2: DC Super Heroes e pezzi per assemblarla sono disponibili nella versione console.

- Vixen appare come personaggio giocabile tramite DLC in LEGO Batman 3: Gotham e oltre.

- Vixen appare come una delle prime skin per Cheetah in Injustice 2, con Megalyn Echikunwoke che riprende il ruolo.